# Edmund C. Carns

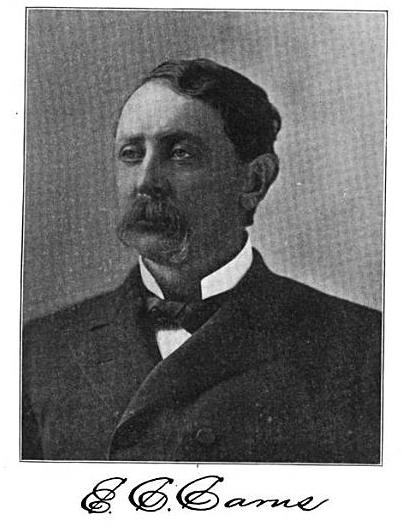
Edmund C. Carns

Edmund Crawford Carns (* 19. Februar 1844 im Butler County, Pennsylvania; † 12. März 1895) war ein US-amerikanischer Politiker. Zwischen 1879 und 1883 war er Vizegouverneur des Bundesstaates Nebraska.

## Werdegang
Edmund Carns besuchte die öffentlichen Schulen seiner Heimat. Im Jahr 1858 zog er mit seinen Eltern in das Mercer County in Illinois, wo er bis 1864 in der Landwirtschaft arbeitete. Dann ging er für kurze Zeit nach Minnesota und anschließend nach Kalifornien. Im Frühjahr 1873 ließ er sich in Seward (Nebraska) nieder, wo er im Getreidehandel tätig wurde. Zwischenzeitlich war er auch Immobilienmakler und Viehhändler.
Politisch schloss sich Carns der Republikanischen Partei an. Im Jahr 1875 nahm er als Delegierter an einem Verfassungskonvent des Staates Nebraska teil; 1876 wurde er Mitglied des damaligen Staatssenats. Im Jahr 1937 ist dieses Gremium nach der Vereinigung mit dem Repräsentantenhaus in der Nebraska Legislature aufgegangen. 1878 wurde Carns an der Seite von Albinus Nance zum Vizegouverneur von Nebraska gewählt. Dieses Amt bekleidete er nach einer Wiederwahl zwischen 1879 und 1883. Dabei war er Stellvertreter des Gouverneurs und formaler Vorsitzender des Staatssenats. Nach seiner Zeit als Vizegouverneur ist er politisch nicht mehr in Erscheinung getreten. Er starb am 12. März 1895.